# کتاب‌شناسی سید روح‌الله خمینی
بیش از چهل کتاب در زمینه‌های اخلاق، فقه، عرفان، فلسفه، حدیث، شعر و تفسیر از سید روح‌الله خمینی وجود دارد که بیشتر آنها را را پیش از انقلاب اسلامی ایران نگاشته است.

## آثار منثور[۳][۴][۵][۶][۷][۸]
- شرح دعای سحر
- شرح حدیث رأس الجالوت
- حاشیه بر شرح حدیث رأس الجالوت
- التعلیقة علی الفوائد الرضویه
- شرح حدیث جنود عقل و جهل
- مصباح الهدایة الی الخلافة والولایه
- تعلیقات علی شرح فصوص الحکم ومصباح الانس
- شرح چهل حدیث (اربعین حدیث)
- سرّ الصلوه
- آداب نماز (آداب الصلوه)
- رساله لقاءالله
- حاشیه بر اسفار
- کشف الاسرار
- انوار الهدایة فی التعلیقة علی الکفایه (۲ جلد)
- بدایع الدرر فی قاعدة نفی الضرر
- الرسائل العشره
- رساله الاستصحاب
- رساله فی التعادل و التراجیح
- رساله الاجتهاد و التقلید
- مناهج الوصول الی علم الاصول (۲ جلد)
- رساله فی الطلب و الاراده
- رساله فی التقیه
- رساله فی قاعده من ملک
- رسالة فی تعیین الفجر فی اللیالی المقمره
- کتاب الطهاره (۴ جلد)
- تعلیقة علی العروة الوثقی
- المکاسب المحرمه (۲ جلد)
- تعلیقه علی وسیلة النجاه
- رساله نجاة العباد
- حاشیه بر رساله ارث
- تقریرات درس اصول (درس‌های بروجردی)
- تحریر الوسیله (۲ جلد)
- ترجمه تحریر الوسیله (۴ جلد)
- کتاب البیع (۵ جلد)
- حکومت اسلامی یا ولایت فقیه
- کتاب الخلل فی الصلوه
- جهاد اکبر یا مبارزه با نفس
- رساله توضیح المسائل
- مناسک حج
- تفسیر سوره حمد
- استفتائات (۳ جلد)
- دیوان شعر
- سبوی عشق
- ره عشق
- باده عشق
- نقطه عطف
- محرم راز
- مقام رهبری در فقه اسلامی (با استفاده از کتاب البیع)
- مسائل امر به معروف و نهی از منکر (برگرفته از تحریر الوسیله)
- مسئله قضاوت از کتاب تحریر الوسیله
- جهاد نفس از کتاب اربعین حدیث
- رابطه نیت و اخلاص (از کتاب اربعین حدیث)
- صحیفه امام؛ «مجموعه آثار امام خمینی» (۲۲ جلدی)
- صحیفه نور
- وصیت‌نامه
- لمحات الاصول
- کوثر (۳ جلد)
- منشور روحانیت
- وعده دیدار
- فریاد برائت
- آوای توحید

## اشعار
چند روز پس از مرگ وی اولین شعر او که غزلی با مضامین عرفانی بود، توسط فرزندش در اختیار نشریات قرار گرفت و بلافاصله بازتاب بین‌المللی یافت. این غزل توسط ویلیام چیتیک به انگلیسی ترجمه شد و در هفته‌نامه سیاسی هنری نیو ریپابلیک منتشر شد. شائول بخاش در روزنامه نیویورک تایمز آن را ستود و بسیار برجسته و قابل توجه دانست.
از وی مجموعه اشعاری به جا مانده که در قالب دیوان امام پس از مرگش انتشار یافت.
نمونه‌ای از غزلیّات
| من به خال لبت، ای دوست! گرفتار شدم |  | چشم بیمار تو را دیدم و بیمار شدم   |
| فارغ از خود شدم و کوسِ اناالحق بزدم |  | همچو منصور خریدار سر دار شدم       |
| غم دلدار، فکنده‌است به جانم شرری    |  | که به جان آمدم و شهرهٔ بازار شدم    |
| در میخانه گشایید به رویم، شب و روز |  | که من از مسجد و از مدرسه بیزار شدم |
| جامهٔ زهد و ریا کندم و بر تن کردم   |  | خرقهٔ پیر خراباتی و هشیار شدم       |
| واعظ شهر که از پند خود آزارم داد   |  | از دم رِند می‌آلوده، مددکار شدم      |
| بگذارید که از بتکده یادی بکنم      |  | من که با دست بت میکده بیدار شدم    |